# Andrea Bianchi
Pour les articles homonymes, voir Bianchi.
Andrea Bianchi (né le 31 mars 1925 à Castel Gandolfo et mort le 16 février 2013 à Nice) est un réalisateur italien.

## Biographie
Réalisateur controversé de films de films de genre, Andrea Bianchi est célèbre pour avoir dirigé Edwige Fenech dans le film Nue pour l'assassin (1975). Il a réalisé de curieux mélanges entre films dramatiques, d'horreur et thriller, et dans certains cas également pornographiques.
À partir du milieu des années 1980, il se dédie quasiment uniquement au cinéma pornographique, dont il réalise un bon nombre, parfois particulièrement extrêmes, ce qui ne l'empêche pas, en 1989, de réaliser un film dramatique avec dans le premier rôle Pamela Prati, Io Gilda.

## Filmographie

### Filmographie traditionnelle
- 1972 : Les Émotions d'un jeune voyeur (La tua presenza nuda!)
- 1972 : L'Île au trésor (Treasure Island)
- 1974 : Quelli che contano
- 1974 : Le Colonel en folie (Basta con la guerra... facciamo l'amore)
- 1975 : Nue pour l'assassin (Nude per l'assassino)
- 1976 : La moglie di mio padre
- 1977 : La Collégienne prend des vacances (it) (Cara dolce nipote)
- 1978 : Moglie nuda e siciliana (it)
- 1979 : Malabimba
- 1981 : Le Manoir de la terreur (Le notti del terrore)
- 1985 : Commando Mengele ou L'Ange de la mort
- 1986 : Dolce pelle di Angela (it)
- 1987 : Maniac Killer
- 1989 : Massacre (it)
- 1989 : Io Gilda (it)
- 1990 : Qualcosa in più... (it)
- 1990 : Gioco di seduzione (it)
- 1993 : Formula 3 - I ragazzi dell'autodromo (it)
- 1995 : Bambola di carne (it)

### Filmographie pornographique
- 1982 : Piège pour une femme seule (Altri desideri particolari), coréalisé avec Olivier Mathot
- 1983 : Giochi carnali (it)
- 1984 : Aspettami sto venendo...
- 1984 : Una novizia nel Porno Harem
- 1984 : Fammi male amore mio
- 1984 : Giochi erotici particolari
- 1985 : Leccami Lucy
- 1985 : Bocche calde - Sesso in condominio
- 1985 : Apprendiste viziose
- 1985 : Morbosamente vostra (it)
- 1986 : Marina e le sue voglie
- 1986 : Il Set del piacere
- 1986 : Ricordi di notte
- 1987 : Altri desideri di Karin
- 1987 : Orgia libera
- 1987 : Sensi bollenti
- 1987 : Katrine la bestia bionda (séquences additionnelles dans la version italienne)
- 1987 : Teneri ma duri
- 1988 : Racconti di donne
- 1988 : Incontri in case private